# Before present
BP, before present (z ang., przed teraźniejszością) – system oznaczania lat, stosowany w geologii i archeologii do oznaczania wydarzeń z przeszłości. Za „teraźniejszość” przyjęty został rok 1950, ze względu na rozwój datowania radiowęglowego od lat 50. XX wieku.

## Przykłady
- 500 BP oznacza, że dane wydarzenie miało miejsce 500 lat przed rokiem 1950.
- 500 BP = 1450 r. n.e.
- 1949 BP = 1 r. n.e.
- 1950 BP = 1 r. p.n.e. (nie ma bowiem roku zerowego w datowaniu n.e./p.n.e.)
- 2000 BP = 51 r. p.n.e.
- 12000 BP = 10051 r. p.n.e.

### Przedrostki SI
Dla wydarzeń dawnych, stosowane są przedrostki wielokrotności układu SI, najczęściej:
- ka BP (ewentualnie KA BP, ka B.P. itd.) = tysięcy lat (fr./ang., łac. kiloannus, kiloannī) BP
- Ma BP = milionów lat (megaannus, megaannī) BP
- itd. (zob. rok - przedrostki)[2]

Np.
- 40 ka BP = 40 tysięcy lat temu (tj. przed rokiem 1950, lecz przy takiej skali i dokładności określenia czasu, różnica ostatnich kilkudziesięciu lat nie ma na ogół większego znaczenia)